# Mesosemia ancilla
Mesosemia ancilla är en fjärilsart som beskrevs av Hans Ferdinand Emil Julius Stichel 1925. Mesosemia ancilla ingår i släktet Mesosemia och familjen Riodinidae. Inga underarter finns listade i Catalogue of Life.